# This Is For (canción)
«This Is For» es una canción grabada por el grupo femenino surcoreano Twice para su cuarto álbum de estudio coreano This Is For (2025). La canción fue publicada junto con el álbum el 11 de julio de 2025 como el sencillo principal. La música fue compuesta por Tayla Parx, Em Walcott, Gustav Landell, Stephen McGregor y Daoud Anthony; la letra, por Parx y Walcott.

## Antecedentes
El 18 de mayo de 2025, JYP Entertianment anunció que Twice publicará su cuarto álbum el 11 de julio del mismo año. La lista de canciones del álbum fue publicada el 26 de junio, revelando el título del sencillo principal. El 4 de julio se publicó un avance las canciones del álbum, incluyendo «This Is For». El primer tráiler del videoclip fue publicado el 7 de julio. Dos días después, fue publicado el segundo tráiler.

## Composición
«This Is For» es una canción que habla sobre la confianza y la autoestima. La integrante Nayeon nombró la canción como una de sus favoritas del álbum mencionando que «puede hacer que alguien recupere la confianza cuando siente que ha bajado».
En términos de notación musical, «This Is For» está compuesto en la tonalidad de F♯m con un tempo de 128 pulsaciones por minuto.

## Rendimiento comercial
En Corea del Sur, «This Is For» alcanzó la posición número 102 del Circle Digital Chart. También llegó a la posición #20 del Philippines Hot 100 en la semana del 26 de julio de 2025, convirtiéndose en su tercer sencillo en ingresar a la lista. La canción también llegó a entrar al Billboard Global 200 en la posición n.º 38, y apareció en las listas de Hong Kong, Japón, Singapur y Taiwán.

## Créditos y personal
Créditos adaptados desde Melon.
Estudios
- JYPE Studios – grabación, mezcla
- Sterling Sound – masterización
- Glab Studio – mezcla en Dolby Atmos

Personal
- Tayla Parx – letras, composición, segunda voz
- Em Walcott – letras, composición
- Gustav Landell – composición, arreglos
- Stephen «Di Genius» McGregor – composición, arreglos
- Daoud Anthony – composición, arreglos
- Earattack – dirección vocal, grabación
- Lee KayOne – edición
- Kwak Bo-eun – grabación
- Lee Sang-yeop – grabación
- Lim Chan-mi – grabación
- Lee Tae-sub – mezcla
- Randy Merrill – masterización
- Shin Bong-won – mezcla en Dolby Atmos
- Park Nam-jum – asistente de mezcla en Dolby Atmos

## Posicionamiento en listas
| Lista (2025)                     | Mejor posición |
| -------------------------------- | -------------- |
| Corea del Sur (Circle)           | 102            |
| Filipinas (Philippines Hot 100)  | 20             |
| Global 200 (Billboard)           | 38             |
| Hong Kong (Billboard)            | 10             |
| Japón (Japan Hot 100)            | 13             |
| Japón (Oricon Combined Singles)  | 16             |
| Nueva Zelanda (RMNZ Hot Singles) | 16             |
| Singapur (RIAS)                  | 17             |
| Taiwán (Billboard)               | 3              |
| Vietnam (Vietnam Hot 100)        | 37             |